# Chromium Embedded Framework
Chromium Embedded Framework (сокр. CEF) — открытый фреймворк для встраивания в приложение браузерного движка из проекта Chromium. Позволяет разработчику добавлять в приложение элементы браузера, использовать GUI на основе HTML или использовать движок в качестве рендера HTML или запуска JavaScript в проекте на C++. Есть языковые прослойки для Си, Object Pascal, Go, Java, Visual Basic, Python.

## Описание
На данный момент существует две версии CEF: CEF 1 и 3. Разработка CEF 2 была прекращена в связи с появлением Chromium Content API.
CEF 1 — это однопоточная реализация на Chromium WebKit API. На данный момент не поддерживается и не разрабатывается.
CEF 3 — это многопоточная реализация, основанная на Chromium Content API. Использует асинхронные MOM, чтобы связывать приложение с Blink или V8. Поддерживает плагины PPAPI и расширения Chrome. Однопоточное выполнение недоступно, но может быть включено в целях отладки.
Вместе с фреймворком можно получить и простое приложение CefClient, написанное на C++ с использованием WinAPI / Cocoa / GTK+ в зависимости от платформы и показывающее демо с некоторыми простыми функциями. Позже было добавлено приложение CefSimple, у которого есть сопровождающее руководство по использованию CEF 3.
Spotify является одним из ведущих разработчиков.

## Известные реализации
- DCEF 1 — Delphi
- DCEF 3 — Delphi
- CEF4Delphi — Delphi
- WebKitX CEF3 ActiveX
- HTML Renderer — Dyalog APL
- fpCEF3 — Free Pascal
- CEF2go — Go
- Java Chromium Embedded — Java
- CefSharp — .NET
- CefGlue (недоступная ссылка) — .NET
- Xilium.CefGlue — .NET/Mono
- ChromiumFX Архивная копия от 20 февраля 2019 на Wayback Machine — .NET
- CEF Python — Python
- CEF.swift — Swift